# Chemnitzion richteri
Chemnitzion richteri è un anfibio temnospondilo estinto, appartenente agli zatracheidi. Visse nel Permiano inferiore (circa 291 - 289 milioni di anni fa) e i suoi resti fossili sono stati ritrovati in Europa.

## Descrizione
Questo animale, come tutti i suoi simili, possedeva un cranio di forma pressoché triangolare se visto dall'alto e dotato di espansioni posteriori simili a spine e corna. Rispetto agli altri zatracheidi come Dasyceps e Acanthostomatops, Chemnitzion era dotato di un paio di caratteristiche uniche: la parte posteriore del cranio, ovvero quella dietro le orbite, era estremamente breve (circa cinque volte più corta della parte antorbitale); le zampe posteriori erano allungate e robuste, con il femore lungo quasi la metà del cranio.

## Classificazione
Chemnitzion richteri è un rappresentante degli zatracheidi, un gruppo di anfibi temnospondili probabilmente imparentati con gli antenati degli anfibi attuali. I fossili di Chemnitzion vennero rinvenuti nel bacino di Chemnitz, nella formazione Leukersdorf in Germania, e vennero descritti per la prima volta nel 2022. Secondo gli autori della prima descrizione, Chemnitzion era un rappresentante basale degli zatracheidi, e formava una tricotomia con Acanthostomatops e un clade derivato comprendente Zatrachys e Dasyceps.

## Paleoeocologia
L'ambiente in cui viveva Chemnitzion era caratterizzato da una foresta fitta dominata da felci arboree, equiseti giganti, felci con semi e cordaitali. La tafonomia del sito del ritrovamento indica che l'animale era morto in seguito a un'eruzione vulcanica. Il conseguente flusso piroclastico finì per seppellire definitivamente i detriti organici della foresta e degli animali che la abitavano.